# Adolphe Hennebains

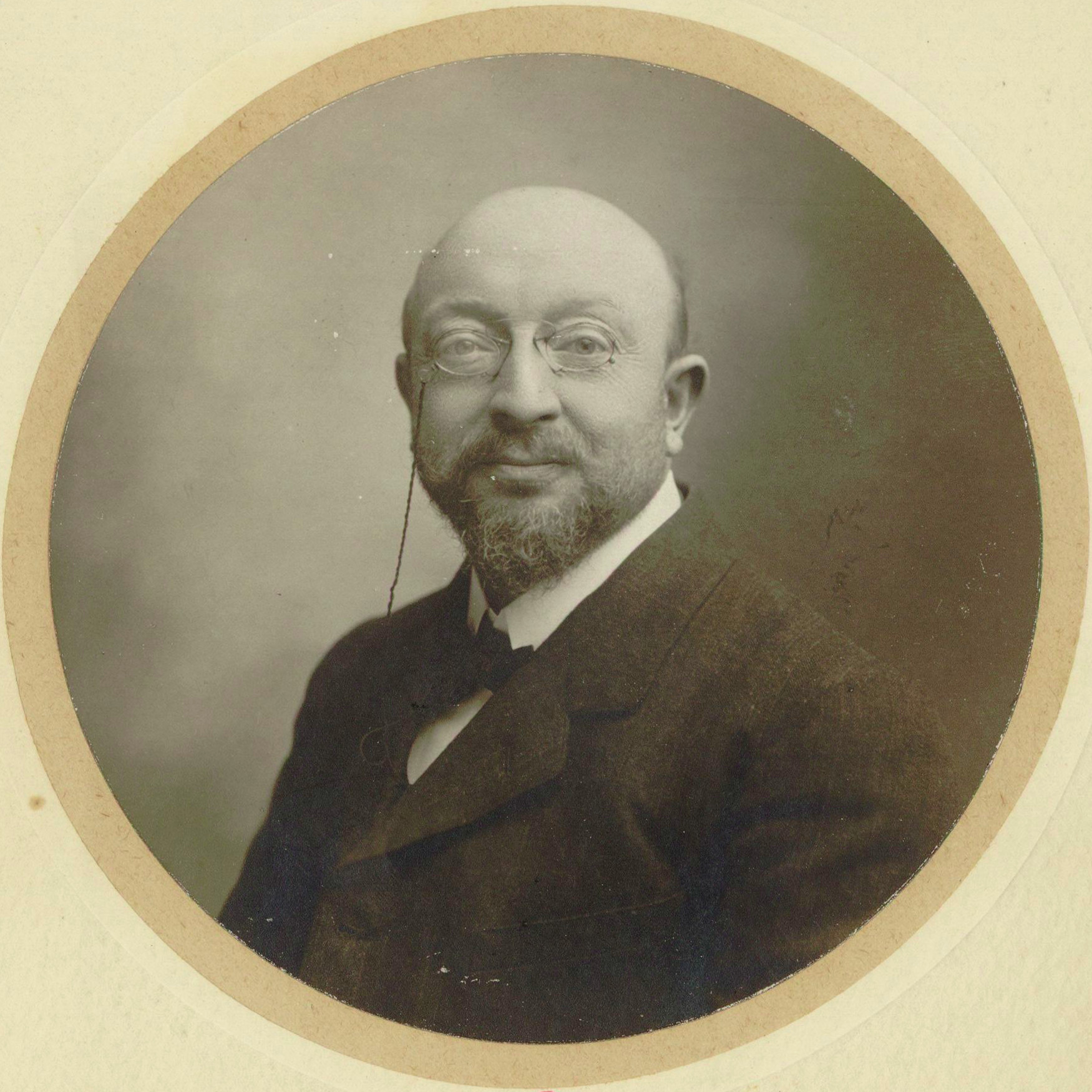

Adolphe Joseph Hennebains (Sint-Omaars, 14 november 1862 – Parijs, september 1914) was een Frans fluitist.
Hij begon met studeren in 1878 bij Henri Altès aan het Conservatoire de Paris, waar hij in 1880 de eerste prijs won. Hij studeerde ook bij Paul Taffanel, die hij in 1891 als solist opvolgde bij de Opéra. Tussen 1905 en 1908 verving hij Taffanel als docent op het conservatorium toen deze ziek was. Tot 1914 was hij docent aan het conservatorium, waar hij les heeft gegeven aan onder anderen Marcel Moyse, René Le Roy, Gaston Blanquart, Georges Delangle, Georges Laurent, Aimable Valin en Joseph Rampal (de vader van Jean-Pierre Rampal).
- Bibsys: 7052031
- Bibliothèque nationale de France: cb14038455n (data)
- CiNii: DA1567895X
- Gemeinsame Normdatei: 136416934
- International Standard Name Identifier: 0000 0001 1877 5312
- Library of Congress Control Number: n87121691
- MusicBrainz: 12679970-e29c-4e35-a27c-813ee4a1f5d4
- Nationale Bibliotheek van Israël: 987007410127505171
- Virtual International Authority File: 69130300
- WorldCat: E39PBJhxjJbmHHrjTwR7gtB9Dq